# Gräberfeld von Beierstedt

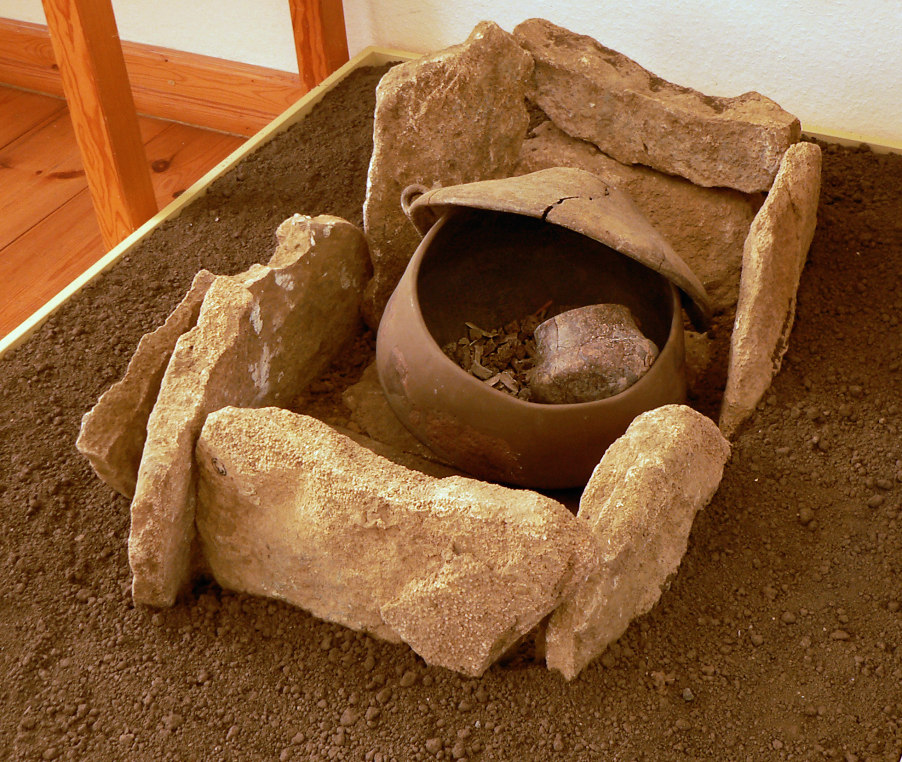
Bestattung in einer Steinkiste aus Rogenstein mit Urne, Beigefäß, Deckschale und Leichenbrand

Das Gräberfeld von Beierstedt liegt bei Beierstedt im Landkreis Helmstedt. Der Bestattungsplatz mit Urnen wurde in der Zeit von etwa 900 bis 600 v. Chr. genutzt. Das Gräberfeld wird der Hausurnenkultur zugerechnet und liegt innerhalb deren Verbreitungsgebiet am nordwestlichen Rand.

## Beschreibung

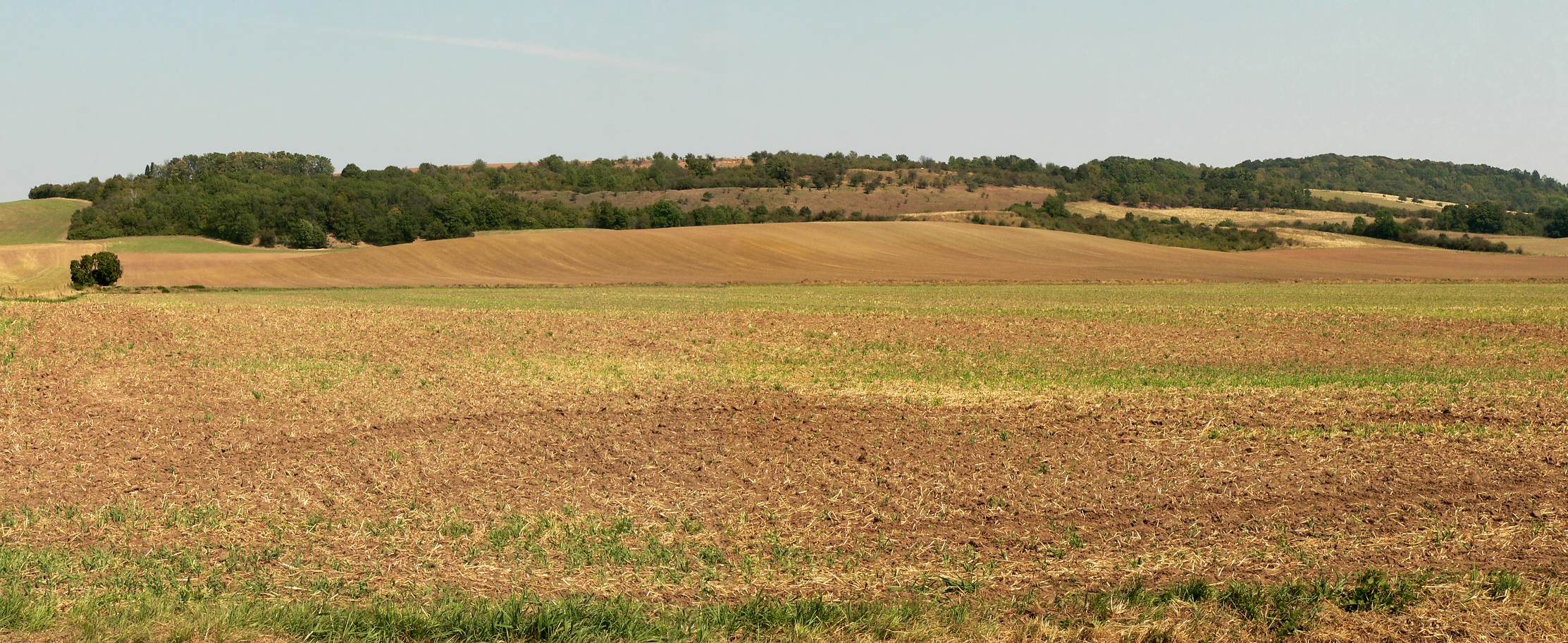
Blick von Süden auf den Heeseberg mit dem Areal des Gräberfeldes in Höhe der Geländewelle (2019)

Das Gräberfeld befindet sich in südlicher Hanglange unterhalb des Heeseberges etwa 400 Meter westlich von Beierstedt und etwa 800 Meter südöstlich der Hünenburg bei Watenstedt. Die Belegungszeit des Gräberfelds lässt sich der jüngeren Bronzezeit und der frühen Eisenzeit zurechnen. Die Beisetzungen erfolgten der damaligen Bestattungssitte entsprechend in Urnen mit den verbrannten Überresten der Verstorbenen. Die Urnen wurden zum Teil freistehend in den Boden eingebracht. Andere wurden durch Steinpackungen oder Steinkisten in rechteckiger oder quadratischer Form geschützt, was in der Gegend typisch ist. In einem Fall war der unterirdische Steinschutz durch rote und weiße Steine farblich markiert. Aufgrund auffälliger Steinsetzungen gehen die Archäologen davon aus, dass früher obertägige Grabmarkierungen bestanden.
Die Gräber waren reich an Grabbeigaben. Dazu zählen Rasiermesser aus Eisen und Bronze, Glasperlen, Armringe und Schmucknadeln. Ein besonderer Fund war ein Körperpflegebesteck bestehend aus einer Pinzette, einem Ohrlöffel und einem Nagelkratzer. Im Grab eines 40- bis 60-jährigen Mannes fand sich eine blaue-gelb gemusterte Glasperle, wie sie in Kroatien und im nördlichen Italien verbreitet war. Sie ist die erste nördlich der Alpen gefundene Perle dieser Art.

Urnenfunde von 1891 und 1892
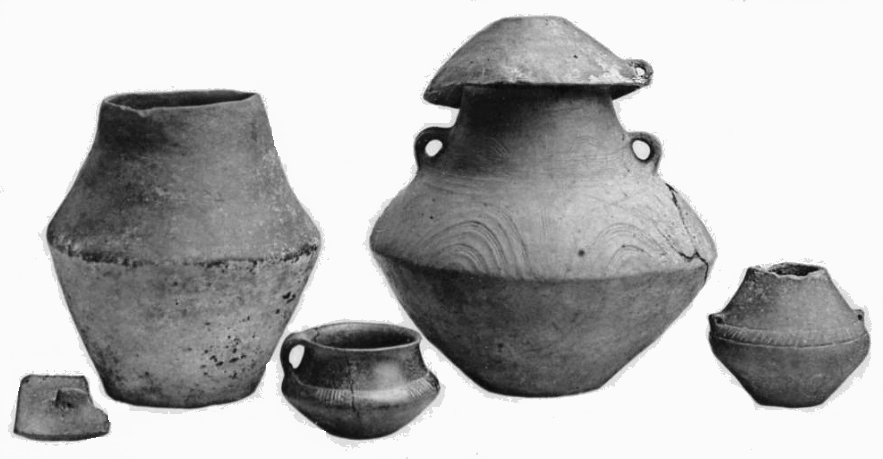
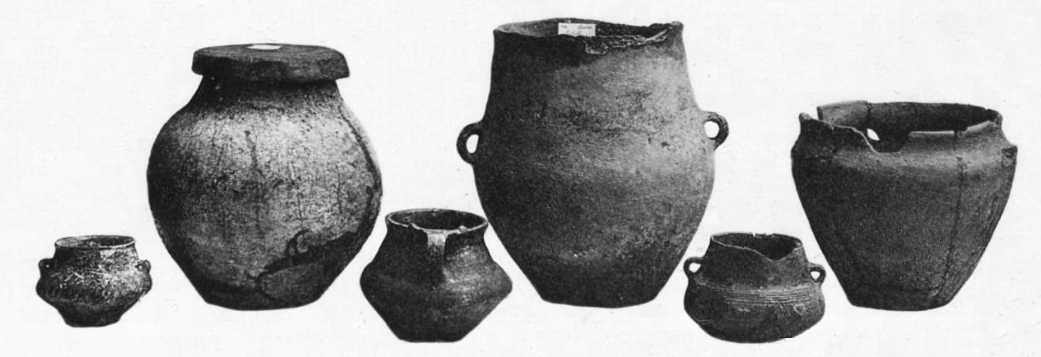
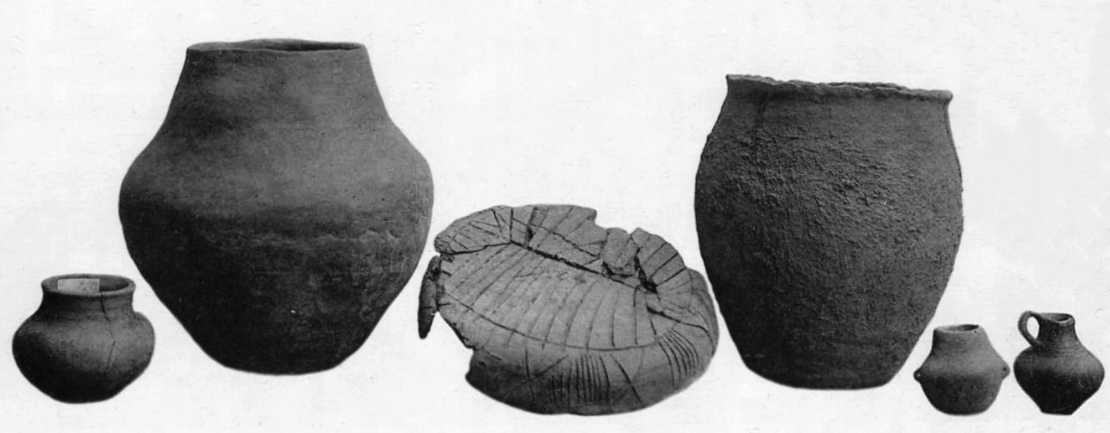

## Forschungsgeschichte
Das Gräberfeld ist seit dem Ende des 19. Jahrhunderts bekannt. In den Jahren 1891 und 1892 fanden erste Ausgrabungen durch den Beierstedter Landwirt August Vasel statt; er legte 68 der Urnengräber frei. Davon sicherte er sich 21 Grabinventare, die vollständig erhalten geblieben waren; die zerborstenen Urnen beließ er vor Ort. Vasel schenkte die erhaltenen Stücke im Jahre 1897 mit seiner umfangreichen Sammlung dem Herzog Anton Ulrich Museum in Braunschweig. Heute befinden sich die Urnen in der Abteilung Ur- und Frühgeschichte des Braunschweigischen Landesmuseums in Wolfenbüttel und im Museum für Vor- und Frühgeschichte Berlin.
In jüngerer Zeit wurde das Gräberfeld im Zusammenhang mit den Untersuchungen der Hünenburg bei Watenstedt in den Jahren 2006 und 2008 geophysikalisch prospektiert. Die von der Deutschen Forschungsgemeinschaft geförderten Untersuchungen erfolgten mit dem Magnetometer, wobei kleinräumig auch Bodenradar zum Aufspüren von steinernen Grababdeckplatten eingesetzt wurde. Bei Ausgrabungen in den Jahren 2007 und 2008 wurden an den prospektierten Verdachtspunkten etliche Gräber gefunden. Insgesamt wurden 77 Gräber freigelegt. Diese Grabungen standen unter anderem unter der Leitung der Archäologen Immo Heske und Mario Pahlow.

## Deutung
Aufgrund der reichhaltigen Grabbeigaben nehmen Archäologen an, dass dort privilegierte Bewohner der Hünenburg bei Watenstedt und ihrer Außensiedlung bestattet wurden. Die Hünenburg gilt als einstiges überregionales Handels- und Herrschaftszentrum. Die Beigaben deuten auf kulturelle Kontakte in den Norden, Osten und Süden bis zur Adria hin. Anhand der Funde ließ sich eine möglicherweise auf Heiratsbeziehungen beruhende Mobilität von Personen in das Gebiet der Thüringischen Kultur und bis zum Saalegebiet nachweisen.